# Мова математики
Мова математики або математична мова є розширенням природної мови (наприклад, української), яка використовується в математиці та науці для вираження результатів (наукових законів, теорем, доказів, логічних висновків тощо) лаконічно, точно та однозначно.
Математична мова використовується в різних науках: фізиці, хімії, економіці і т.д. У кожній із цих наук є певні закони й правила, які формулюються на звичайній мові, а потім перекладаються на математичну.
Кожна тема, яка вивчалася в математиці, базується  на математичній мові. Числові й алгебраїчні вирази є елементами математичної мови.
За допомогою математичної мови перекладаємо звичайну мову на математичні терміни, рівняння, нерівності і тощо.  
Приклад:
Звичайною мовою ми скажемо: «Від зміни місць доданків сума не змінюється», а  математичною мовою, в якій використовуються різні числа, букви, знаки арифметичних дій, інші символи, отримаємо {\displaystyle a+b=b+a}.
Можна зробити і зворотний переклад.
Приклад:
Математичною мовою записано переставний закон множення так: {\displaystyle a*b=b*a}, а звичайною мовою отримаємо: «від зміни місць множників добуток не змінюється».
У всякій мові є писемне й усне мовлення.Наведені вище приклади — це вживання писемного мовлення у математичній мові. Усне мовлення — це вживання спеціальних термінів (доданок, рівняння, нерівності, графік, координата і т. п.), а також різні математичні твердження, виражені словами.
Дехто вважає, що математика сама по собі – це мова. Дійсно математика допомагає описати світ, як і будь-яка інша мова, дає змогу спілкуватися між собою та обмінюватися інформацією. Але мова математики відрізняється від природних мов. Звичайна мова має майже для кожного предмета, одне або декілька слів. Звичайні мови сприймають та описують майже все, з чим ми стикаємось, але часто роблять це багатозначно. Наприклад, слово «м’яч» фактично може позначати як і круглий футбольний м’яч, так і овальний м’яч для регбі чи американського футболу. Математика вирішила описувати менше, проте точніше – часто лише кілька малих деталей предмета. Водночас ці описи є точними та недвозначними: ми б описали м’яч як сферу або еліпсоїд, залежно від його форми, і в кожного цих термінів є своє точне та однозначне математичне визначення.
В математичному тексті вирізняють математичні жанри: наприклад, означення, твердження, доведення, теорема, лема, гіпотеза.

Однак математика – це не лише мова, математика сама досліджує, змінює й розвиває цю ж саму мову, якою вона себе виражає. Математичні поняття змінюються, і в їх зміні також криється значна частина математики.
…математична мова. Вона розкриває структурну однорідність, єдність загальних закономірностей у сферах реального світу, які дуже відрізняються за своєю природою. Мова математики, аналогічно як й інші, послуговується певними правилами. Це мова символів, знаків, які, відповідно поєднуючись, передають інформацію і є, звичайно, математичною моделлю зазначеної ситуації, явища, процесу. Математичні моделі – це різновиди знаково-символічних моделей. Математична мова, як і інші, будується за певними правилами із знаків, у даному випадку математичних знаків, що належать до наукових понять, які не означаються. Під математичними знаками розуміють умовні позначення, якими скорочено записують математичні поняття й твердження, а також операції з математичними об’єктами
В мові математики широко використовується математична нотація.

## Особливості
Основними особливостями математичної мови є:
- Використання загальних слів із похідним значенням, загалом більш конкретним і точним. Наприклад, «або» означає «один, інший або обидва», тоді як у звичайній мові «обидва» іноді включається, а іноді ні. Також, «лінія» пряма і має нульову ширину.
- Використання загальних слів зі значенням, яке повністю відрізняється від загальноприйнятого значення. Наприклад, математичне кільце не пов’язане з жодним іншим значенням «кільця». Дійсні числа та уявні числа — це два види чисел, жодне з яких не є більш дійсним чи більш уявним, ніж інші.
- Вживання неологізмів. Наприклад поліном, гомоморфізм.
- Використання символів у вигляді слів або фраз. Наприклад, {\displaystyle A=B} і {\displaystyle \forall x} відповідно читаються як "{\displaystyle A} дорівнює {\displaystyle B}» і "для всіх {\displaystyle x}".
- Використання формул у складі речень. Наприклад: "{\displaystyle e=mc^{2}} кількісно представляє еквівалентність маси та енергії". Формула, не включена в речення, взагалі позбавлена сенсу, оскільки значення символів може залежати від контексту: в " {\displaystyle e=mc^{2}} ", це контекст, який визначає, що e – це енергія фізичного тіла, m – його маса, а c – швидкість світла.
- Використання математичного жаргону[en], який складається з фраз, які використовуються для неформальних пояснень або скорочень. Наприклад, жаргонізми, які використовуються в основному студентами, хоча деякі використовуються і викладачами, на позначення навчальних математичних предметів: матан – математичний аналіз; функан – функціональний аналіз; дифрівняння / дифури – диференціальні рівняння; тривіальний розв’язок – простий розв’язок; піфагорові штани – жартівлива назва доведення теореми Піфагора; знайти ліміт / лімес – знайти границю послідовності.[4]

## Розуміння математичного тексту
Наслідком цих особливостей є те, що математичний текст, як правило, неможливо зрозуміти без певних попередніх знань. Наприклад, речення «вільний модуль — це модуль, який має базис» є цілком правильним, хоча воно виглядає лише як граматично правильна нісенітниця, коли не відомі визначення базису, модуля та вільного модуля.
Г. Б. Вільямс, електрофізіолог, писав у 1927 році:
Тепер математика є одночасно джерелом істини та особливою мовою, мовою, більш ретельно визначеною та більш абстрактною, ніж наш звичайний засіб мислення та вираження. Також вона відрізняється від звичайних мов цією важливою особливістю: вона підпорядковується правилам маніпулювання. Після того, як висловлювання переведено в математичну форму, ним можна маніпулювати відповідно до цих правил, і кожна конфігурація символів представлятиме факти, які гармоніюють і залежать від тих, що містяться в оригінальному висловлюванні. Тепер це дуже близько до того, як ми уявляємо роботу структур мозку під час виконання інтелектуальних дій із символами звичайної мови. Таким чином, у певному сенсі математик зміг удосконалити пристрій, за допомогою якого частина роботи логічної думки виконується поза центральною нервовою системою лише з тим наглядом, який необхідний для маніпулювання символами відповідно до правил.: 291